# Acrapex pacifica
Acrapex pacifica là một loài bướm đêm trong họ Noctuidae.